# Jean-Claude Gayssot
Jean-Claude Gayssot (ur. 6 września 1944 w Béziers) – francuski polityk, działacz komunistyczny i samorządowiec, parlamentarzysta, w latach 1997–2002 minister zaopatrzenia, transportu i mieszkalnictwa.

## Życiorys
W 1963 podjął pracę w SNCF, francuskim państwowym przewoźniku kolejowym. W tym samym roku wstąpił do Francuskiej Partii Komunistycznej (PCF). W 1964 został etatowym działaczem związkowym. W 1968 wszedł w skład komitetu PCF w departamencie Lozère, w 1979 dołączył do komitetu centralnego, a w 1982 do biura politycznego partii komunistycznej. Od 1987 pełnił funkcję sekretarza PCF do spraw organizacyjnych.
W latach 1977–1995 był radnym w Bobigny. Następnie wchodził w skład rady miejskiej w Drancy, w 1997 zajmował stanowisko mera tej miejscowości. W 1986 po raz pierwszy uzyskał mandat posła do Zgromadzenia Narodowego. Do niższej izby francuskiego parlamentu był następnie wybierany w 1988, 1993 i 1997.
Od czerwca 1997 do maja 2002 sprawował urząd ministra zaopatrzenia, transportu i mieszkalnictwa w rządzie Lionela Jospina. Zasiadał również w radzie miejskiej w Béziers (2001–2008). W 2004 objął funkcję wiceprzewodniczącego rady regionalnej Langwedocji-Roussillon, którą pełnił do 2015.

## Odznaczenia
- Legia Honorowa klasy V (2007) i IV (2015)[6]
- Krzyż Wielkiego Oficera Orderu Gwiazdy Rumunii (Rumunia, 1999)[7]